# 利馬 (巴拉圭)
23°53′S 56°28′W / 23.883°S 56.467°W
利馬（西班牙語：Lima），是巴拉圭的城鎮，位於該國中部，由聖佩德羅省負責管轄，始建於1792年9月5日，距離亞松森230公里，面積992平方公里，2008年人口10,367，人口密度每平方公里13人。